# Gator (film)
Pour plus de détails, voir Fiche technique et Distribution.
Gator est une comédie d'action américaine avec et réalisée par Burt Reynolds, sortie en 1976. Le film raconte l'histoire de Gator McKlusky, un ex-cambrioleur auquel les forces de police font appel pour venir à bout d'un politicien corrompu. 
Le film fait suite aux Bootleggers, sorti en 1973.

## Synopsis
L'agent fédéral Irving Greenfield s'entretient avec un gouverneur du Sud au sujet du problème de corruption dans le comté fictif de Dunston sur lequel règne un caïd local, un dénommé "Bama" McCall. Irving va trouver Gator McKlusky, un vieux copain de Bama qui vient de sortir de prison, pour l'aider à obtenir des infos sur Bama. Quand Irving souligne que «nettoyer» le comté de Dunston aiderait sa réélection, le gouverneur accepte de fournir à Irving tous les moyens dont il a besoin.
Irving rend visite à Gator qui est de retour avec son père et sa fille à Okeefenokee. Gator est d'abord désintéressé, mais est contraint de reconsidérer la chose au moment où Irving menace de mettre son père en prison et sa fille en famille d'accueil. Ils se rendent alors à Dunston, où Gator retrouve Bama lors d'un rassemblement politique et est immédiatement engagé comme «encaisseur». Gator flashe également sur la journaliste de télévision Aggie Maybank, qui est à la recherche d'un scoop. Après avoir donné à Gator un avant-goût de la belle vie, Bama ordonne secrètement une vérification de ses antécédents, et Gator lui, examine de plus près l'empire de Bama: extorsion, drogue et corruption à tous les niveaux. Puis Bama installe Gator avec l'une des filles de son bordel, une pom-pom girl camée dont Gator se souvient avoir vue lors du rassemblement politique; elle lui avoue que toutes les filles sont mineures, ce que Bama préfère.
Dégoûté, Gator veut abandonner, et Bama lui propose de boire un verre drogué aux sédatifs en lui disant qu'il se réveillera dans sa voiture garée à la limite du comté direction chez lui. Comme promis, Gator se réveille dans sa voiture à l'aube, mais il veut désormais la peau de Bama. Pendant ce temps, Irving essaie de s'intégrer à la faune locale en traînant dans un bar du coin et en taillant le bout de gras avec les locaux lorsqu'un flic corrompu le reconnaît et le balance aux policiers à la solde de Bama, Smiley et Bones, qui blessent Irving suffisamment pour être hospitalisé.
À l'hôpital, Gator croise Aggie, qui veut voir Irving. Elle parle d'Emmeline, une «dame aux chats» renvoyée du palais de justice du comté de Dunston après 22 ans de bons et loyaux services. Gator et Aggie rendent visite à Emmeline, qui mentionne des registres secrets dans le sous-sol du palais de justice. Cette nuit-là, à l'aide de clés volées, ils s'introduisent et trouvent les registres, mais un garde tire l'alarme et la police rapplique rapidement. Ils s'échappent dans une voiture de patrouille, prennent Irving et se rendent à la maison de plage de l'oncle d'Aggie à proximité. Gator et Aggie s'éclipsent à la plage pour la nuit pendant qu'Irving et Emmeline font connaissance.
À l'aube, pendant que Gator et Aggie vont appeler le patron d'Irving, Bama et Bones débarquent, tuent Irving et mettent le feu à la maison pour détruire les registres; Bones tente d'emmener Emmeline avec lui, mais elle se libère et est tuée lorsqu'elle tente de sauver ses chats. Voyant le feu, Gator et Aggie se cachent dans un motel voisin. Gator appelle d'abord le patron d'Irving pour qu'il vienne les chercher, puis Bama pour lui dire qu'il détient certains des dossiers fiscaux et qu'il veut 2 000 $ et un billet d'avion pour rentrer chez lui en échange des dossiers; Bama est apparemment d'accord. Quand ils arrivent, Bama envoie Bones dans la chambre pour tuer Gator et Aggie, mais il est tué par un piège explosif tendu par Gator, qui se dévoile et poursuit Bama jusqu'à la plage voisine. Gator le bat dans un combat à mains nues alors qu'un hélicoptère approche.
Plus tard, Aggie est d'humeur festive; son scoop fait la une nationale et la chaîne CBS veut qu'elle travaille à New York. Gator lui avoue qu'il l'aime mais, réalisant qu'ils n'ont pas d'avenir ensemble, il rentre chez lui à contrecœur.

## Production
Gator est le premier film de Burt Reynolds en tant que réalisateur. Burt Reynolds raconte qu'on lui a envoyé le scénario du film et qu'il a refusé de le faire en rétorquant : "C'est un scénario horrible. Ensuite, ils m'ont demandé si je voulais réaliser. Et j'ai répondu : c'est un scénario merveilleux."
"J'ai attendu 20 ans pour le faire et je l'ai apprécié plus que tout ce que j'ai jamais fait dans ce milieu", a déclaré Reynolds après le tournage. "Et je pense que c'est ce que je fais le mieux."
Reynolds a déclaré qu'il avait demandé conseil à Peter Bogdanovich, Robert Aldrich et Mel Brooks sur la façon de diriger un film. Il raconte que Bogdanovich lui a dit "au montage, coupe uniquement dans un mouvement", Aldrich lui a dit "écoute tout le monde d'abord puis décide par toi-même ensuite" et Brooks lui a dit "vire quelqu'un devant tout le monde dès le premier jour."
"Je pense que je suis un directeur d'acteurs," a déclaré Reynolds. "J'adore les acteurs. Et je ne dis pas ça comme un truc bête venant d'un acteur. Je réalise à quel point le jeu d'acteur est terriblement personnel, à quel point c'est difficile. Et je réalise aussi et je sais que certains acteurs doivent être dans la contrainte, d'autres on besoin d'être câlinés, certains doivent être pris par la main, certains doivent être gâtés pourris, et d'autres on doit leur crier dessus, et qu'on ne peut pas tous les traiter de la même manière. "
Richard Kiel (mieux connu pour son rôle de Requin dans la saga James Bond) a déclaré dans son autobiographie qu'il était censé être dans le film. Burt Reynolds lui avait assuré, en guise de faveur, qu'il y avait un rôle écrit spécialement pour lui. Finalement, Kiel n'était pas disponible lors du tournage pour jouer Bones. Kiel a néanmoins recommandé son ami William Engesser pour prendre le rôle à la place.
Filmé à Banks Lake, Lakeland, dans l'état de Géorgie.

## Fiche technique
- Titre : Gator
- Réalisation : Burt Reynolds, assisté de Hal Needham
- Scénario : William W. Norton et Roderick Taylor (non crédité)
- Photographie : William A. Fraker
- Montage : Harold F. Kress
- Musique : Charles Bernstein
- Costumes : Norman Salling
- Producteurs : Arthur Gardner, Jules V. Levy et Arnold Laven (non crédité)
- Genre : Film dramatique, Film policier, Film d'action
- Pays :  États-Unis
- Durée : 115 minutes (1 h 55)
- Date de sortie :
  - États-Unis : 25 août 1976 (New York)
  - Allemagne de l'Ouest : 23 décembre 1976
  - Mexique : 17 mars 1977

## Distribution
- Burt Reynolds (VF : Serge Sauvion) : Gator McKlusky
- Jack Weston (VF : Jacques Dynam) : Irving Greenfield
- Lauren Hutton (VF : Danielle Volle) : Aggie Maybank
- Jerry Reed (VF : Jacques Ferrière) : Bama McCall
- Alice Ghostley (VF : Lisette Lemaire) : Emmelin Cavanaugh
- Dub Taylor : le maire Caffrey
- Mike Douglas (VF : Jean-Paul Coquelin) : le gouverneur
- Burton Gilliam : Smiley
- William Engesser : Bones
- John Steadman (en) (VF : René Bériard) : Ned McKlusky
- Lori Futch (VF : Séverine Ziegler) : Suzie McKlusky
- Stephanie Burchfield : la jeune fille
- Dudley Remus : le député Pogie
- Alex Hawkins : le chef de la Police
- J. Don Ferguson (en) (VF : Raoul Delfosse) : le barman
- John Nicholson (VF : Roger Crouzet) : Jack Bridger
- Rick Allen (VF : Pierre Garin) : Donahue
- Cornelia Lawsen (VF : Sylvie Feit) : Cornelia
- George A. Jones (VF : Georges Atlas) : Big George